# Hey Baby (chanson de No Doubt)
Singles de No Doubt
Bathwater
(2000) Hella Good
(2002)
Hey Baby est un single musical du groupe américain No Doubt sorti en octobre 2001. La chanson est écrite par Gwen Stefani, Tony Kanal, Tom Dumont et Bounty Killer et produite par Philip Steir, Sly and Robbie et No Doubt. La chanson est extraite de leur cinquième album studio Rock Steady sorti en 2001.

## Classement
| Classement (2001-2002)         | Meilleure position |
| ------------------------------ | ------------------ |
| Allemagne (Media Control AG)   | 8                  |
| Australie (ARIA)               | 7                  |
| Autriche (Ö3 Austria Top 40)   | 12                 |
| France (SNEP)                  | 47                 |
| Italie (FIMI)                  | 11                 |
| Irlande (IRMA)                 | 15                 |
| Pays-Bas (Nederlandse Top 40)  | 13                 |
| Nouvelle-Zélande (RMNZ)        | 2                  |
| Norvège (VG-lista)             | 3                  |
| Suède (Sverigetopplistan)      | 17                 |
| Suisse (Schweizer Hitparade)   | 11                 |
| Royaume-Uni (UK Singles Chart) | 2                  |
| États-Unis (Hot 100)           | 5                  |
| États-Unis (Pop Airplay)       | 1                  |
| États-Unis (Adult Pop Songs)   | 10                 |